# Erodium gaillardotii
Erodium gaillardotii är en näveväxtart som beskrevs av Pierre Edmond Boissier. Erodium gaillardotii ingår i släktet skatnävor, och familjen näveväxter. Inga underarter finns listade i Catalogue of Life.